# Arrondissement de Rouen
L'arrondissement de Rouen est une division administrative française, située dans le département de la Seine-Maritime et la région Normandie.

## Composition

### Composition avant 2015
Liste des cantons de l'arrondissement de Rouen :
- canton de Bois-Guillaume ;
- canton de Boos ;
- canton de Buchy ;
- canton de Caudebec-en-Caux ;
- canton de Caudebec-lès-Elbeuf ;
- canton de Clères ;
- canton de Darnétal ;
- canton de Doudeville ;
- canton de Duclair ;
- canton d'Elbeuf ;
- canton de Grand-Couronne ;
- canton du Grand-Quevilly ;
- canton du Petit-Quevilly ;
- canton de Maromme ;
- canton de Mont-Saint-Aignan ;
- canton de Notre-Dame-de-Bondeville ;
- canton de Pavilly ;
- canton de Rouen-1 ;
- canton de Rouen-2 ;
- canton de Rouen-3 ;
- canton de Saint-Étienne-du-Rouvray ;
- canton de Sotteville-lès-Rouen-Est ;
- canton de Sotteville-lès-Rouen-Ouest ;
- canton d'Yerville ;
- canton d'Yvetot.

### Découpage communal depuis 2015
Depuis 2015, le nombre de communes des arrondissements varie chaque année soit du fait du redécoupage cantonal de 2014 qui a conduit à l'ajustement de périmètres de certains arrondissements, soit à la suite de la création de communes nouvelles. Le nombre de communes de l'arrondissement de Rouen est ainsi de 219 en 2015, 212 en 2016, 217 en 2017 et 216 en 2019.
Au 1er janvier 2024, l'arrondissement groupe les 216 communes suivantes :
1. Allouville-Bellefosse
2. Amfreville-la-Mi-Voie
3. Amfreville-les-Champs
4. Anceaumeville
5. Ancretiéville-Saint-Victor
6. Anneville-Ambourville
7. Anquetierville
8. Anvéville
9. Arelaune-en-Seine
10. Authieux-Ratiéville
11. Les Authieux-sur-le-Port-Saint-Ouen
12. Auzebosc
13. Auzouville-l'Esneval
14. Auzouville-sur-Ry
15. Baons-le-Comte
16. Bardouville
17. Barentin
18. Beaumont-le-Hareng
19. Belbeuf
20. Bénesville
21. Berville-en-Caux
22. Berville-sur-Seine
23. Bierville
24. Bihorel
25. Blacqueville
26. Blainville-Crevon
27. Le Bocasse
28. Bois-d'Ennebourg
29. Bois-Guilbert
30. Bois-Guillaume
31. Bois-Héroult
32. Bois-Himont
33. Bois-l'Évêque
34. Boissay
35. Bonsecours
36. Boos
37. Bosc-Bordel
38. Bosc-Édeline
39. Bosc-Guérard-Saint-Adrien
40. Bosc-le-Hard
41. Boudeville
42. La Bouille
43. Bourdainville
44. Bouville
45. Bretteville-Saint-Laurent
46. Buchy
47. Butot
48. Cailly
49. Canteleu
50. Canville-les-Deux-Églises
51. Carville-la-Folletière
52. Carville-Pot-de-Fer
53. Catenay
54. Caudebec-lès-Elbeuf
55. Cideville
56. Claville-Motteville
57. Cléon
58. Clères
59. Cottévrard
60. Criquetot-sur-Ouville
61. Croix-Mare
62. Darnétal
63. Déville-lès-Rouen
64. Doudeville
65. Duclair
66. Écalles-Alix
67. Écretteville-lès-Baons
68. Ectot-l'Auber
69. Ectot-lès-Baons
70. Elbeuf
71. Elbeuf-sur-Andelle
72. Émanville
73. Épinay-sur-Duclair
74. Ernemont-sur-Buchy
75. Eslettes
76. Esteville
77. Étalleville
78. Étoutteville
79. Flamanville
80. Fontaine-le-Bourg
81. Fontaine-sous-Préaux
82. Franqueville-Saint-Pierre
83. Freneuse
84. Fresne-le-Plan
85. Fresquiennes
86. Frichemesnil
87. Fultot
88. Gonzeville
89. Goupillières
90. Gouy
91. Grainville-sur-Ry
92. Grand-Couronne
93. Le Grand-Quevilly
94. Grémonville
95. Grigneuseville
96. Grugny
97. Harcanville
98. Hautot-le-Vatois
99. Hautot-Saint-Sulpice
100. Hautot-sur-Seine
101. Les Hauts-de-Caux
102. Hénouville
103. Héricourt-en-Caux
104. Héronchelles
105. Heurteauville
106. Le Houlme
107. Houppeville
108. La Houssaye-Béranger
109. Hugleville-en-Caux
110. Isneauville
111. Jumièges
112. Limésy
113. Lindebeuf
114. La Londe
115. Longuerue
116. Louvetot
117. Malaunay
118. Maromme
119. Martainville-Épreville
120. Maulévrier-Sainte-Gertrude
121. Mauny
122. Le Mesnil-Esnard
123. Mesnil-Panneville
124. Mesnil-Raoul
125. Le Mesnil-sous-Jumièges
126. Mont-Cauvaire
127. Montigny
128. Montmain
129. Mont-Saint-Aignan
130. Montville
131. Morgny-la-Pommeraye
132. Motteville
133. Moulineaux
134. La Neuville-Chant-d'Oisel
135. Notre-Dame-de-Bliquetuit
136. Notre-Dame-de-Bondeville
137. Oissel
138. Orival
139. Ouville-l'Abbaye
140. Pavilly
141. Petit-Couronne
142. Le Petit-Quevilly
143. Pierreval
144. Pissy-Pôville
145. Préaux
146. Prétot-Vicquemare
147. Quevillon
148. Quévreville-la-Poterie
149. Quincampoix
150. Rebets
151. Reuville
152. Rives-en-Seine
153. Robertot
154. Rocquefort
155. Roncherolles-sur-le-Vivier
156. Rouen
157. Roumare
158. Routes
159. La Rue-Saint-Pierre
160. Ry
161. Sahurs
162. Saint-Aignan-sur-Ry
163. Saint-André-sur-Cailly
164. Saint-Arnoult
165. Saint-Aubin-Celloville
166. Saint-Aubin-de-Crétot
167. Saint-Aubin-Épinay
168. Saint-Aubin-lès-Elbeuf
169. Sainte-Austreberthe
170. Saint-Clair-sur-les-Monts
171. Sainte-Croix-sur-Buchy
172. Saint-Denis-le-Thiboult
173. Saint-Étienne-du-Rouvray
174. Saint-Georges-sur-Fontaine
175. Saint-Germain-des-Essourts
176. Saint-Germain-sous-Cailly
177. Saint-Gilles-de-Crétot
178. Saint-Jacques-sur-Darnétal
179. Saint-Jean-du-Cardonnay
180. Saint-Laurent-en-Caux
181. Saint-Léger-du-Bourg-Denis
182. Sainte-Marguerite-sur-Duclair
183. Sainte-Marie-des-Champs
184. Saint-Martin-aux-Arbres
185. Saint-Martin-de-Boscherville
186. Saint-Martin-de-l'If
187. Saint-Martin-du-Vivier
188. Saint-Nicolas-de-la-Haie
189. Saint-Paër
190. Saint-Pierre-de-Manneville
191. Saint-Pierre-de-Varengeville
192. Saint-Pierre-lès-Elbeuf
193. Saussay
194. Servaville-Salmonville
195. Sierville
196. Sotteville-lès-Rouen
197. Sotteville-sous-le-Val
198. Le Torp-Mesnil
199. Touffreville-la-Corbeline
200. Tourville-la-Rivière
201. Le Trait
202. Val-de-la-Haye
203. Valliquerville
204. Vatteville-la-Rue
205. La Vaupalière
206. Vibeuf
207. Vieux-Manoir
208. La Vieux-Rue
209. Villers-Écalles
210. Yainville
211. Yerville
212. Ymare
213. Yquebeuf
214. Yvecrique
215. Yvetot
216. Yville-sur-Seine

## Démographie
En 2022, l'arrondissement comptait 643 302 habitants.
| 1968    | 1975    | 1982    | 1990    | 1999    | 2006    | 2011    | 2016    | 2021    |
| ------- | ------- | ------- | ------- | ------- | ------- | ------- | ------- | ------- |
| 529 294 | 563 857 | 576 807 | 594 867 | 608 317 | 613 432 | 621 003 | 631 032 | 639 363 |

| 2022    | - | - | - | - | - | - | - | - |
| ------- | - | - | - | - | - | - | - | - |
| 643 302 | - | - | - | - | - | - | - | - |